# 쓰즈키후레아이노오카역
쓰즈키후레아이노오카역(일본어: 都筑ふれあいの丘駅, つづきふれあいのおかえき)은 일본 가나가와현 요코하마시 쓰즈키구에 있는 요코하마 시 교통국 그린 라인 (4호선)의 역이다.
역 번호는 G03이다. 스테이션 컬러는 거리로서의 성숙도를 높여 우아함과 고급스러움을 감안하여 보라색(연보랏빛)■으로 제정하였다.

## 역 구조
섬식 승강장 1면 2선의 지하역이다. 개찰구는 지상에 있다.

### 승강장
| 승강장 | 노선      | 행선                     |
| ------ | --------- | ------------------------ |
| 1      | 그린 라인 | 나카야마 방면            |
| 2      | 그린 라인 | 센터 미나미・히요시 방면 |

- 상기 표시된 노선명은 여객 안내 상의 명칭에서 기재되고 있다.

## 역 주변
- 쓰즈키후레아이노오카
- 요코하마 시 북부 요육 센터
- 쓰즈키 지구 센터
- 쓰즈키 수영장
- 구즈가야 지역 케어 플라자
- 가나가와 현립 가와와 고등학교
- 요코하마 시립 가와와 중학교
- 요코하마 시립 가와와히가시 초등학교
- 가와와후지 공원
- 쓰즈키후레아이노오카 우체국

## 역사
- 2008년 3월 30일: 요코하마 시영 지하철 그린 라인 개통과 동시에 영업 개시.
- 2012년 4월 10일: docomo Wi-Fi로, 무선 LAN서비스 개시.

## 역명의 유래
쓰즈키후레아이노오카 주택단지의 근처역이기 때문에 제정되었다. 또한, 가칭은 구즈가야역이었는데, 구즈가야와 다카야마의 두 정(町)에 걸쳐 있기 때문에 역 주변 지역의 애칭으로서 정착한 것이고 지역 주민의 의견 가운데에서도 다수의 의견은 "쓰즈키후레아이노오카"를 참고하여 본 역명으로 개통하게 된 것이다.

## 사진

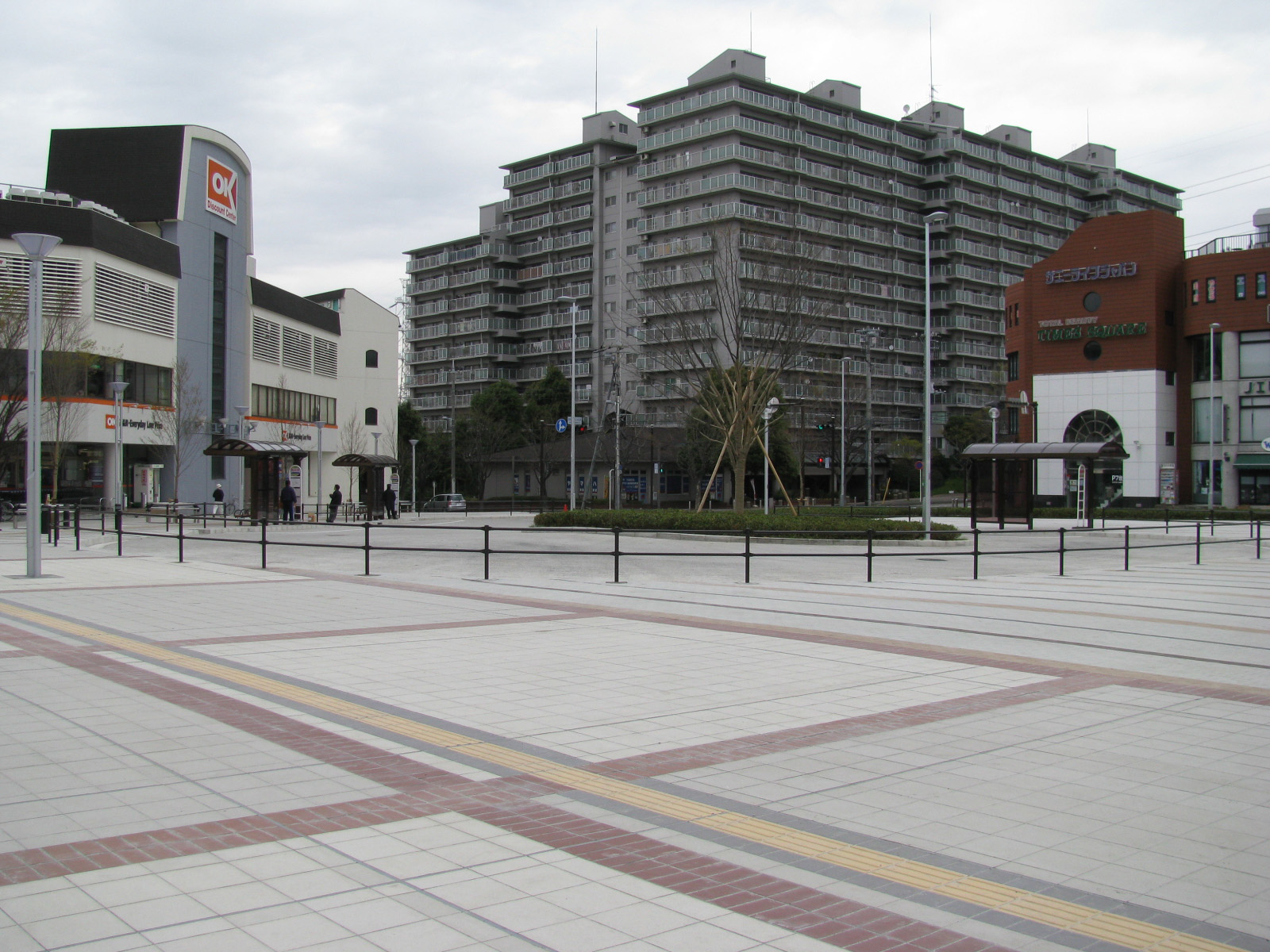
역전 광장

## 인접역
| 요코하마 시 교통국 지하철 그린 라인 | 요코하마 시 교통국 지하철 그린 라인 | 요코하마 시 교통국 지하철 그린 라인 |
| ----------------------------------- | ----------------------------------- | ----------------------------------- |
| G02 가와와초 나카야마 방면          |                                     | 센터 미나미 G04 히요시방면          |